# Gil Gunderson
Gil Gunderson (spelad av Dan Castellaneta) är en rollfigur i den animerade tv-serien Simpsons. Show runner Mike Scully har sagt att Gil var planerad som en engångskaraktärer från början. Han är baserad på Jack Lemmons karaktär i Glengarry Glen Ross.

## Biografi
Gil började sin karriär på fastighetsförmedlare på Red Blazer Realty, där han jobbade i 42 år innan han fick sparken. Han har även jobbat som jultomte på Costington's där han fick sparken då han sålde en Malibu Stacy till Lisa som var undanlagd till Mr. Costingtons dotter. Familjen Simpson låter då honom bo tillfälligt hemma hos dem, men Gil stannar i ett år. Då Marge upptäcker att Gil tagit foton på sig själv och klistrat fast bilderna på julkorten som hon skulle skicka tänker hon kasta ut honom, men det visar sig att Gil redan flyttat till Scottsdale, Arizona för att börja en ny karriär som fastighetsmäklare på Jackpot Realty. Hans nya karriär går lysande i Scottsdale, Arizona tills Marge söker upp honom för att förklara att familjen tröttnat på honom. Gil försöker lugna ner Marge men misslyckas mitt framför ägarna på Jackpot Realty, som förstår att han inte klarar av en simpel hemmafru och avskedar honom. Då Marge inser att hon kostat Gil jobbet bestämmer hon sig för att Gil får fira en jul tillsammans med dem igen. Gil har en gång ställt upp som kandidat till att bli stadens nya borgmästare, men blev inte vald.
Gil har även diverse olika jobb som försäljare, men är alltid misslyckad och riskerar att bli av med jobbet om han inte säljer något snart på Kwik-E-Mart, tidningsprenumerationsförsäljare på The Springfield Shopper, och försäljare av datorer. Han även jobbat som lärare på en bilskola, och som butiksbiträde på "Springfield Grocery Store". Då Gil en gång förlorat två jobb under tre dagar blev han så desperat att han försökte sälja en produkt från Amway på ett AA-möte. Första dagen som han jobbade som väktare på First Bank of Springfield blev han allvarligt skottskadad och svimmade då ett par rånare sköt honom, men han överlevde. För att få en extra tillskott i inkomsten har han funderat på att sälja sin ögon, då han blev utkastad sedan han fyllt Springfield Men's Missions sexmånaders kvot på Springfield Organ Bank. Han sålde dammsugare precis innan han blev advokat. Han har även praktiserat på "Señor Ding-Dong's Doorbell Fiesta".
Ett av de jobben han har haft en längre tid har varit som bilförsäljare, då han under en tid bodde i firmans ballong. Vid en olyckshändelse kraschade Gil en gång sin bil och fick ut pengar på bilförsäkringen, vilket han spenderade på mat, han har också vunnit en korsordstävling över Lisa. Har varit gift med Shirley som var otrogen med Fred och hotade att lämna honom, Gil har uppgett att hon avled för två år sedan och att hon var en hejare på korsord.
Han refererar ofta till sig själv som Old Gil. En jul var han så deprimerad så han övervägde att hänga sig. När Lionel Hutz tas bort från serien blir Gil familjen Simpsons advokat ett flertal gånger.